# Красин (ледокол, 1916)
Кра́син (до 1927 года — Святого́р) — арктический ледокол русского и советского флотов, с 1980-х годов — судно-музей, построенный на верфи W. G. Armstrong, Whitworth & Co. Ltd. в городе Ньюкасл-апон-Тайне в Великобритании в 1916—1917 годах. В 1927 году был переименован в честь советского политического деятеля Леонида Красина (1870—1926).
Установлен на вечную стоянку на набережной Лейтенанта Шмидта в Санкт-Петербурге, как корабль-музей. Открыт для посещения. Есть возможность записаться на  обзорную экскурсию по судну.

## История ледокола
22 декабря 1915 года Совет министров принял программу строительства ледокольного флота.
В 1915 Морское министерство начало переговоры в Англии о строительстве и заказало ледокол «Святогор», выделив на его постройку 4,2 млн рублей.

### Постройка
Судно для русского флота по усовершенствованному проекту макаровского «Ермака». Отличался от «Ермака» большей мощностью — 10 тыс. л. с. (первоначально у «Ермака» было 4 паровые машины и он был несколько мощнее «Святогора», но одну из машин демонтировали в первый же год эксплуатации, уменьшив общую мощность ледокола). В отличие от «Ермака», на «Святогоре» отсутствовал кормовой вырез для буксировки вплотную или работы в паре с другим ледоколом, ширина ледового пояса была меньше на 1,5 м, меньший чем у «Ермака» подъём наклонной части форштевня над ватерлинией. Под строительным номером A/W 904, судно было заложено 8 января 1916 года на стапелях английской фирмы W. G. Armstrong, Whitworth & Co. Ltd. в Ньюкасле, спущено на воду 3 августа 1916 года, достраивалось в Мидлсборо. В сборке судна принимал участие Евгений Замятин.

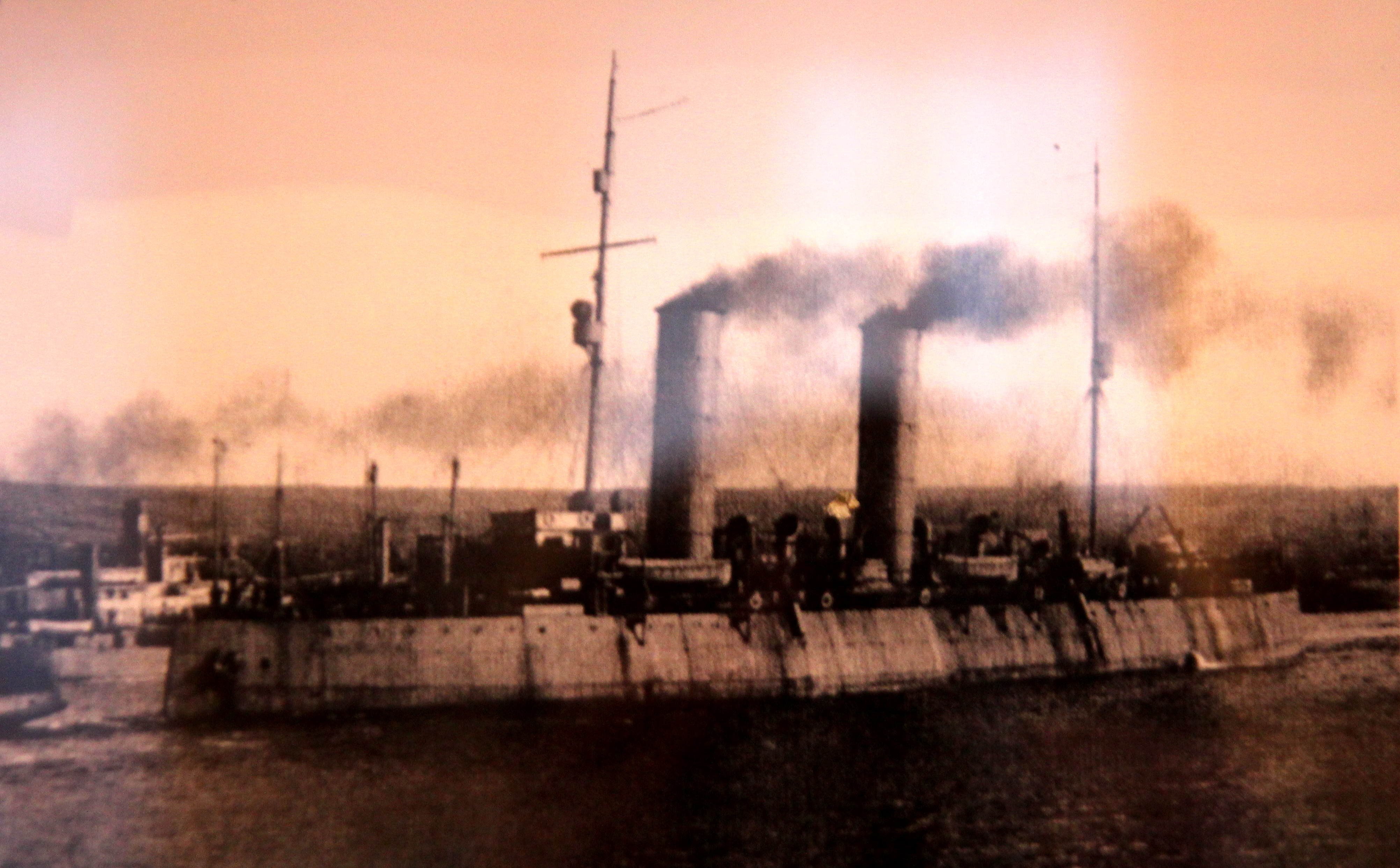
Ледокол «Святогор» в 1917 г.

В сентябре 1916 года была сформирована команда. 1 октября 1916 года ледокол был включён в список судов ВМФ Российской Империи под именем «Святогор». В феврале 1917 закончено строительство. В марте 1917 года проходили приёмные испытания. 3 марта 1917 года судно вышло в море, но, пройдя 15 миль, вернулось в порт. Капитан «Святогора», К. К. Неупокоев, рапортовал, что судно не слушалось руля, отклоняясь от курса на 40 градусов в обе стороны. Устранение проблем заняло 2 недели и последовавшее испытание прошло уже нормально. 31 марта 1917 года на «Святогоре» был поднят Андреевский флаг. До 15 сентября 1917 года проводилось устранение недоработок.
Вошёл в состав флотилии Северного Ледовитого океана.
По данным Рудольфа Самойловича, ледокол при среднем расходе угля около 100 тонн в день и полной загрузке углём имел автономность по топливу около одного месяца. Конструкция британских паровых котлов была рассчитана на использование высококачественного кардиффского угля, что впоследствии затрудняло бункеровку в высоких широтах. Советский кузнецкий уголь не позволял развить полную мощность. Уголь месторождений Шпицбергена, широко распространённый в Норвегии, для ледокола вообще не подходил, так как давал длинное пламя, неприемлемое для котлов такого типа.

### «Святогор»
На протяжении нескольких десятилетий он был самым мощным арктическим ледоколом в мире. Ледокол сразу же был использован для обеспечения проводки английских судов с военными грузами в Архангельск.
В июле 1918 года для препятствования кораблям английских интервентов Губернский комитет разработал план перекрытия фарватера. 1 августа ледокол был затоплен вблизи устья реки Чижовка (проток 64°45′01″ с. ш. 40°27′48″ в. д. между островами Лысунов и Реушинский в дельте Северной Двины). Корабль сел на мель, оставались видны трубы и часть корпуса. Интервенты всё же захватили город, а участвовавших в затоплении арестовали и расстреляли (командир «Святогора» Николай фон Дрейер, старшина кочегаров и председатель судового комитета Терёхин А. А., матросы Бабурин П. А., Григорьев И. А., Даниленко П. Е., Ларнонов В. В., Мальцев А. А. Команда «Святогора» увековечена на табличках на памятнике Обелиске Жертвам интервенции 1918—1920 годов 64°32′06″ с. ш. 40°30′53″ в. д.). Спустя несколько дней судно подняли и использовали в работе порта.
В феврале 1920 интервенты отступили, забрав с собой ледокол в Англию. Использовался в работах по разминированию в Скапа-Флоу.
В январе 1920 года «Соловей Будимирович» застрял во льдах в 5 милях от устья реки Индига. На корабле закончился уголь для котлов, а течение вынесло корабль через Карские ворота в Карское море, где он дрейфовал несколько месяцев.
До конца марта шли безуспешные переговоры об участии стоявшего у берегов Великобритании «Святогора» в спасательной экспедиции. Англия согласилась за 20 000 фунтов стерлингов предоставить корабль Норвегии. В мае, по соглашению требовалось выплатить Норвегии 2 000 000 крон за снаряжение «Святогора» и норвежскую команду (кроме угля, продовольствия и экипажа, «Святогора» снарядили аэропланом и шлюпками-санями). 12 мая Ленин подписал постановление № 472 Совнаркома от 11 мая о выделении Наркоминделу кредита для оплаты экспедиции Норвегии.
25 апреля «Святогор» пришёл в Берген, где английский экипаж сменился на норвежский.
Ледовый лоцман был О. Свердруп, капитан Фальк-Мусс, в экспедиции проводил исследования и наблюдения профессор Л. Л. Брейтфус.
9 июня «Святогор» отправился в экспедицию.
12 июня пришёл в Белушью Губу в сопровождении норвежского угольщика.
14 июня, закончив загрузку углём, «Святогор» вышел в путь и подошёл к Карским Воротам.
В Карском море «Святогор» встретился с «III Интернационалом». На встрече были выбраны параллельные но близкие дальнейшие курсы поиска.
19 июня «Святогор» подошёл к «Соловью Будимировичу» и в 3 часа началась перегрузка на него угля и продовольствия. С него на «Святогор» перешли белогвардейские офицеры. 20 июня в 14 часов корабли пошли в обратный путь, «Святогор» был ведущим колонны. В Карских воротах капитан Фальк-Мусс принял остров Воронов (70°21′21″ с. ш. 58°31′31″ в. д.) за остров Олений (70°27′04″ с. ш. 58°41′51″ в. д.) и «Святогор» сел на банку. На «Соловья Будимировича» и «III Интернационал» была перегружена часть угля и продовольствия и 25 июня при полной воде «Соловей Будимирович» и «III Интернационал» сдёрнули «Святогора» с банки. 26 июня вернулся в Белушью губу к угольщику. 29 июня «Святогор» отправился в обратный путь в Тромсё и далее в Англию.

### «Красин»

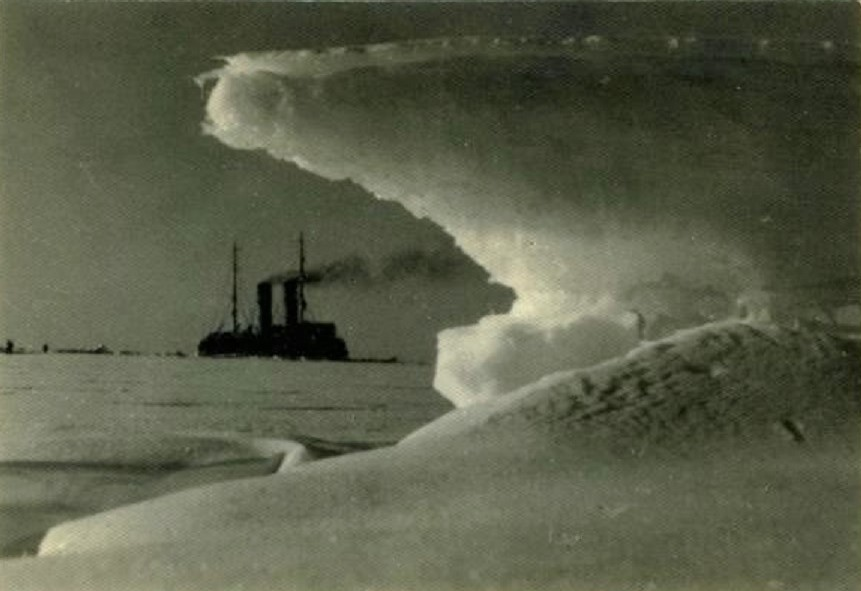
Ледокол «Красин» идёт по Северному морскому пути. Фото С. Н. Струнникова, 1933 год

В декабре 1921 года советское правительство предложило выкупить ледокол у Англии. За ледокол необходимо было доплатить часть от общей цены в размере 75 000 фунтов (от общей контрактной стоимости 375 000 фунтов). К 1922 году, при активном участии известного кораблестроителя А. Н. Крылова и советского торгпреда в Великобритании Л. Б. Красина, ледокол был выкуплен.
В 1927 году ледокол переименовали в «Красин» в память советского дипломата, много сделавшего для возвращения судна в Россию.
Вскоре ледокол прославился на весь мир. В 1928 году при возвращении с Северного полюса потерпел катастрофу дирижабль «Италия». Оставшиеся в живых члены экспедиции генерала Умберто Нобиле и он сам оказались среди ледяной пустыни. Из всех судов, посланных на выручку, лишь «Красин» смог добраться до ледового лагеря экспедиции и спасти людей. На обратном пути он оказал помощь германскому пассажирскому судну «Монте Сервантес» с полутора тысячами пассажиров на борту, которое получило пробоины, налетев на лёд. За этот героический поход ледокол был награждён орденом Трудового Красного Знамени.
Война застала ледокол на Дальнем Востоке. «Красин» был вынужден совершить переход через Тихий и Атлантический океаны, Панамский канал, чтобы поспеть к началу навигации в западном секторе Арктики. Последняя часть его пути проходила в составе Северного конвоя PQ-15.
В начале 1942 года в порту Балтимор (США) «Красин» был вооружён, на нём установлены 76-мм американское орудие и 10 зенитных пулемётов. В марте 1942 года в Глазго вооружение заменили на две 76,2 мм английских пушки. В июле 1942 года в Мурманске вооружение корабля вновь сменили и он стал одним из самых хорошо вооружённых советских ледоколов: 6 универсальных полуавтоматических орудий производства США калибра 50 мм, 7 зенитных автоматов «Эрликон» калибра 20 мм, 4 зенитных пулемёта «Браунинг» калибра 12,7 мм и 4 пулемёта калибра 7,62 мм, 2 дальномера.
После перехода в составе полярного конвоя из Англии последовала будничная, но опасная работа в охваченной войной Арктике. За одним из караванов транспортов, ведомых «Красиным», охотился немецкий «карманный линкор» «Адмирал Шеер» во время операции «Вундерланд», и лишь чудо спасло ледокол и его караван от встречи с ним. В составе конвоя PQ-15 зенитчики «Красина» при отражении налёта вражеской авиации сбили 1 самолёт-торпедоносец противника. После войны ледокол был разоружён во Владивостоке в сентябре 1945 года и продолжил трудиться в Арктике.
В конце 1950-х «Красин» прошёл капитальный ремонт и модернизацию на верфях ГДР. Изменился его облик, он стал похожим на своих внуков — дизель-электрические ледоколы послевоенной постройки. В частности, ледокол получил развитую надстройку, а две высоких трубы были заменены на одну широкую.

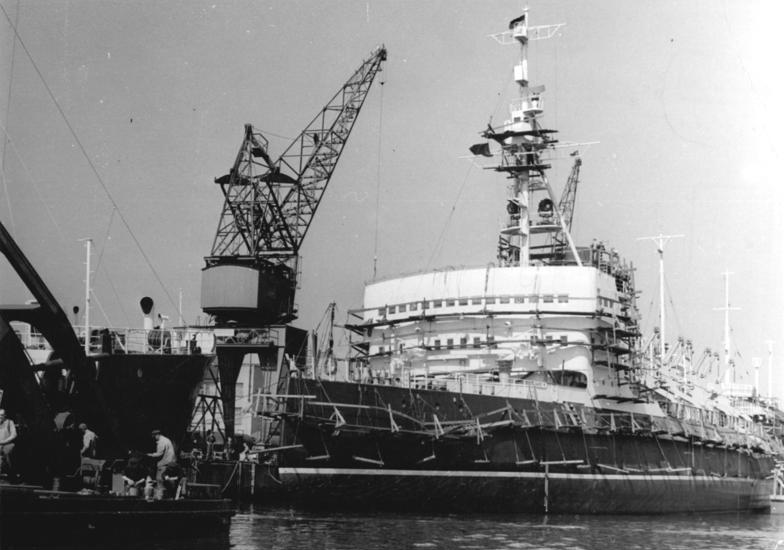
На верфях ГДР, 1959

В роли ледокола «Красин» работал до 1972 года, затем ветеран ледокольного флота был передан в Морскую арктическую геологоразведочную экспедицию (МАГЭ), которая входила в состав ПГО «Севморгеология» Министерства геологии СССР. Были ликвидированы две паровые машины из трёх, и на их место установлены два трёхфазных турбогенератора. «Красин» из класса ледоколов был переведён в класс научно-исследовательских судов и стал использоваться как плавучая электростанция для разведки нефти и газа в арктических морях.
В 1976 году имя «Красин» было присвоено новому дизель-электрическому ледоколу, построенному в Финляндии верфью Вяртсиля по заказу Советского Союза. До 1990 года этот ледокол работал в Мурманске, затем был переведён в порт Владивосток.

### Прекращение службы и музейный корабль
К началу 1989 г. содержать ледокол «Красин» стало слишком обременительно. Нужно было или найти организацию, которая взяла бы на свой баланс «Красин», или смириться с его фактической потерей для истории. Обсуждая эту проблему с Мингео, академик А. Л. Яншин предложил сохранить судно. Однако на передачу судна в АН СССР академики не согласились. А. Л. Яншин попросил А. И. Мелуа (возглавлявшего общественную организацию Международный фонд истории науки) принять судно на баланс МФИНа, с обещанной в последующем передачей для МФИНа средств и возможностей для содержания «Красина». «Севморгео» 10 августа 1989 года подписало акт передачи. МФИН начал за счёт своих средств (источники средств — поступления от ленинградских коллективных участников Фонда и личной книгоиздательской деятельности) обеспечивать судно и его экипаж. По нормам КТМ экипаж (более 50 человек) получал трёхразовое питание, ежемесячную зарплату, регламентные работы, оплату снабжения топливом круглосуточно (даже на стоянке) паровой машины и тому подобное. Одновременно разработана и начала реализовываться музейно-экспозиционная программа. «Красин» получил в Ленинграде собственный расчётный счёт, распорядителем средств по которому являлся капитан судна А. И. Барыкин. Средства на этот счёт поступали из МФИНа и коллективных членов МФИНа. «Красин» был переведён из Мурманска в Ленинград. С трудом, но удалось добиться безалкогольного несения службы экипажем. МФИНу приходилось принимать экстренные меры для предотвращения попыток экипажа вывести судно в открытое море. Состоялось три выхода «Красина»: два с посещением Роттердама, Лондона, Осло и один в пределах советской части Балтики для изучения состояния водного бассейна. При посещении Роттердама капитан судна А. И. Барыкин на основе своих полномочий согласно КТМ разрешил части экипажа перевезти из Роттердама в Ленинград купленные ими для личных нужд автомашины. Однако в связи с изменением социально-политической обстановки в стране после 10 августа 1989 года для МФИНа не оказывалась абсолютно никакая помощь от Севморгео, АН СССР, городских служб. Положение усугублялось неправомерными действиями части экипажа, который продолжал обеспечиваться МФИНом («музейность» судна оставляла экипажу в 50 человек много свободного времени). МФИН вынужден был часто обращаться за помощью в наведении порядка в отдел милиции Ленинградского морского порта, в КГБ, в пограничную службу. На обращения МФИНа откликнулось только СП «Техимэкс», которое предложило продолжить программу по музеефикации «Красина». По договору купли-продажи ему был передан «Красин», а денежные средства были перечислены в объёме, соответствующем задолженности «Красина» перед налоговым ведомством. Одновременно МФИНом и «Техимэксом» в Правительство страны были переданы документы о продолжении работ по «Красину», поддержанные Минморфлотом СССР и другими компетентными учреждениями. Из опубликованных документов правительственных учреждений ясно, что готовившаяся якобы продажа «Красина» на металлолом в США была домыслом. Вплоть до обретения «Красиным» статуса памятника истории (конец 1991 — начало 1992 года) никто из так называемых «спасителей» судна не вложил в его содержание ни гроша; обеспечение осуществлялось из средств МФИНа, а в последующем — из средств «Техимэкса».

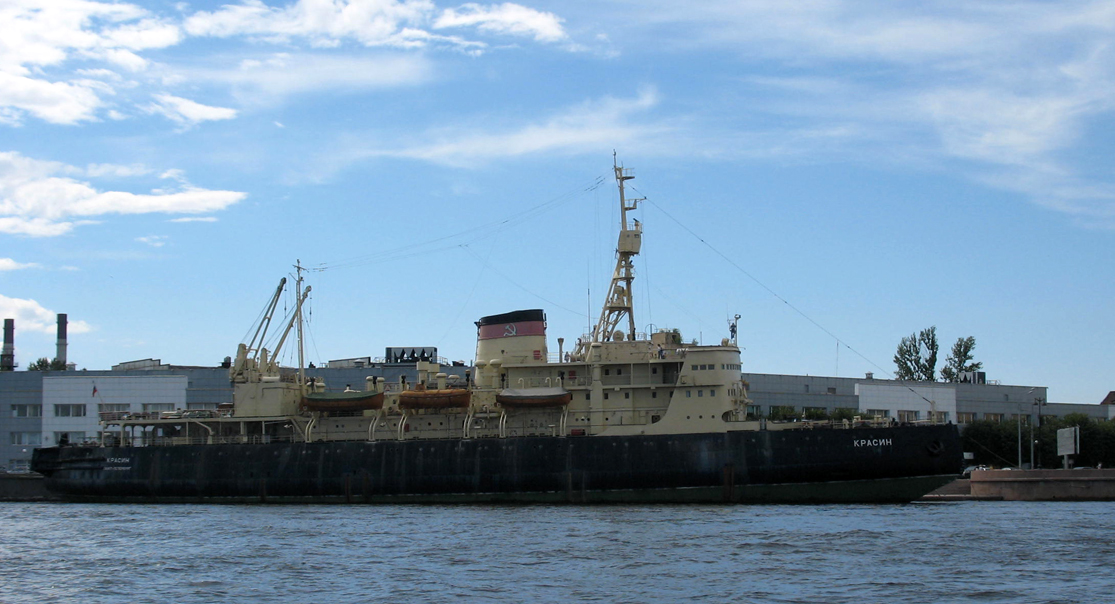
2008 год.

Опубликованные в 2015 году документы правительственных учреждений убедительно показали правильность предпринятых МФИНом мер по сохранению судна. Сейчас место стоянки ледокола — набережная Лейтенанта Шмидта, у Горного института. В настоящее время ледокол является филиалом калининградского Музея Мирового океана.
Осенью 2014 года ледокол отремонтирован на Кронштадтском морском заводе. 20 сентября 2014 года его отбуксировали в сухой док им. Велещинского. Основные работы: очистка и многоступенчатая покраска корпуса и надстройки корабля, очистка балластных танков от ржавчины, ремонт клапанов, донно-забортной арматуры, винто-рулевой группы, испытание механизмов ледокола. Особое внимание было уделено внешней обшивке корабля: часть клёпаных соединений и заклёпочных швов значительно износились. 28 ноября 2014 года «Красин» был отбуксирован обратно к набережной Лейтенанта Шмидта, а 6 декабря музей продолжил работу в обычном режиме.

## Капитаны
Капитаны «Красина»:
- 1917 — Неупокоев, К. К.
- 1917 — Цвингман А. К.
- 1917—1918 — Дрейер Н. А.
- 1918 (август) — Рубинштейн А. Е.

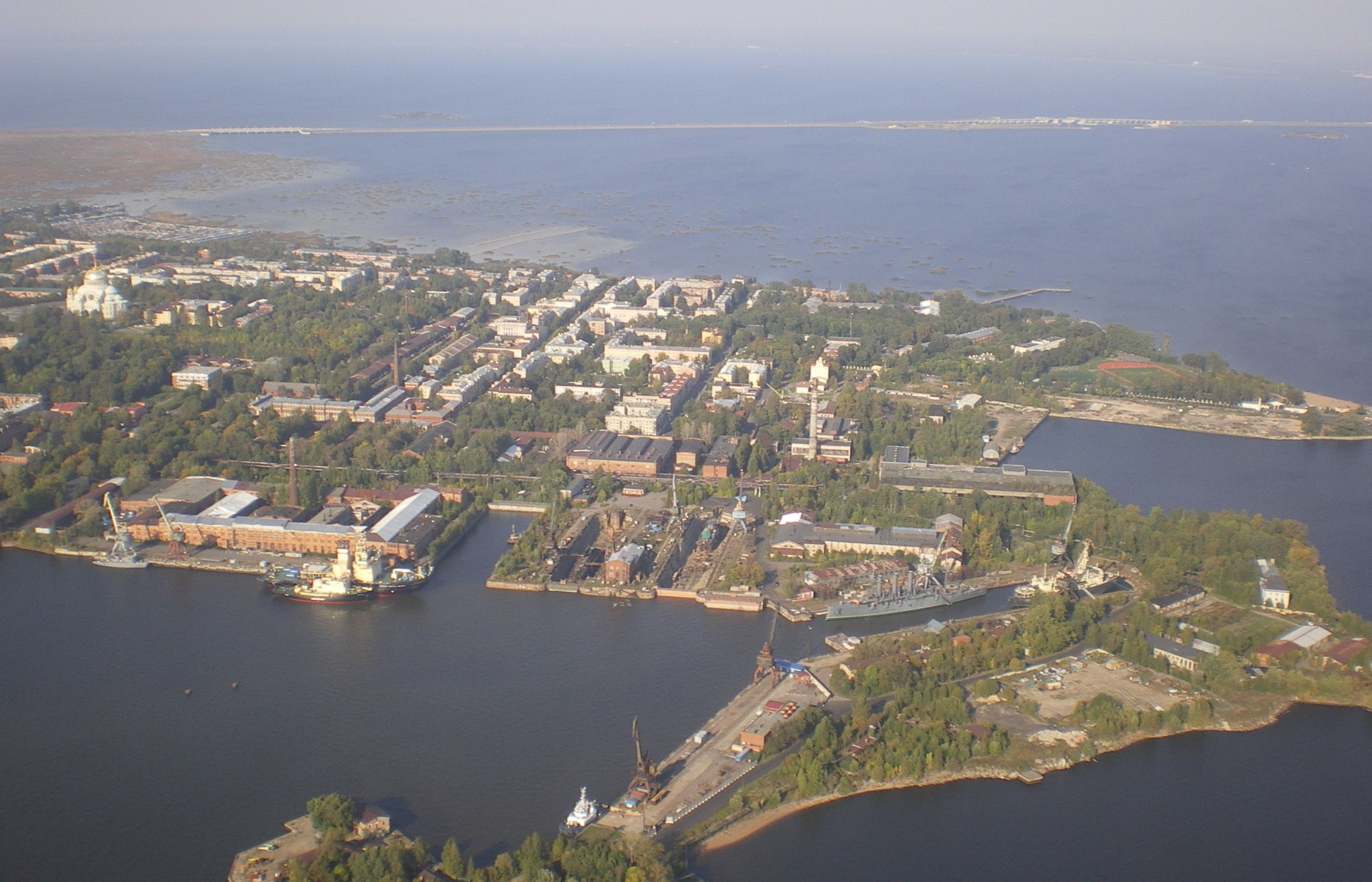
«Аврора» и «Красин» стоят корма к корме в доке им. П. И. Велещинского в Кронштадте, 2014 год

- 1918—1919 — Bate C. L. (Великобритания)
- 1920 — O’Brien B. (Великобритания)
- 1920—1921 — Свердруп О. (Норвегия)
- 1921—1923 — Фальк-Мусс (Норвегия)
- 1923—1926, 1929—1930, 1931—1932 — Сорокин М. Я.
- 1928 — Эгги К. П.
- 1932, 1934 — Пономарёв П. А.
- 1932—1933 — Легздин Я. П.
- 1934—1935, 1936 — Штуккенберг Н. М.
- 1935—1937 — Сергиевский Д. Н.
- 1935—1936, 1937—1938 — Белоусов М. П.
- 1936, 1939 — Готский М. В.
- 1940—1945 — Марков М. Г.
- 1945—1947 — Ветров А. И.
- 1950 — Инюшкин Н. Ф.
- 1947—1951 — Пирожков И. В.
- 1953 — Поляков Г. Н.
- 1953—1960 — Макаров Б. Н.
- 1960—1961, 1963 — Чухчин Д. Н.
- 1961—1962 — Кучиев Ю. С. (и. о.)
- 1962, 1966—1967, 1970—1971 — Кузнецов А. П.
- 1964 — Хлебников Ю. К.
- 1965, 1976—1977 — Федосеев Ф. И.
- 1968—1969 — Вавилов Е. А.
- 1972—1973 — Громов О. А.
- 1973—1974 — Гайдовский Р. Р.
- 1974—1976 — Захаров В. В.
- 1976 — Лобанцев В. Г.
- 1977, 1978—1980 — Курзанов И. П.
- 1977 — Шитюк С. П.
- 1980—1981 — Кокорев Л. Н.
- 1981 — Лось Д. Д.
- 1981—1984 — Петроченков В. Н.
- 1984—1988, 1989 — Шишкин В. А.
- 1988 — Лукичёв С. А.
- 1988—1989 — Васильев В. М.
- 1989—1990 — Барыкин А. И.
- 1990—1991 — Черемшанов В. И.
- 1991—1992 — Делицин А. А.
- 1994—1995 — Скорбич И. М.
- 1995 — Мамаев Л. Б.
- 1996—2001 — Бурак Л. Ю.
- 2002—2003 — Горбачёв В. А. (и. о.)
- 2004—2006 — Васильев Е. А.
- 2006—2007 — Савин В. А.
- 2008 (нач.), 2014 (январь-июнь) — Зверев О. Н. (и. о.)
- 2008—2014 (январь) — Пресняков Б. Н.
- 2014—2017 — Крамчанинов Н. А.
- 2017—2020 — Рыков А. М.
- 2020—2021 — Крамчанинов Н. А.
- 2021- наст.время — Юшкевич Н.Б

## Память
В честь ледокола «Красин» названы:
- залив Красина (остров Врангеля, залив был открыт и обследован в 1934 году участниками экспедиции на ледоколе «Красин», в последующие годы залив был назван в честь ледокола)[24];
- остров Красин (Карское море, архипелаг Норденшельда, остров нанесён на карту в 1939 году, тогда же было присвоено название острову)[24];
- мыс Красин (остров Земля Георга, название присвоено советскими исследователями в 1953—1955 гг.)[24];
- горы Красина в Антарктиде (Земля Эндерби, 68°22′ ю. ш., 50°06′ в. д., горы нанесены на карту в 1962 году Советской Антарктической экспедицией, название присвоено не позже 1965 года)[24].

## В кино
В фильме «Красная палатка» (1969) вместо настоящего «Красина» снимался ледокол «Сибиряков» — бывший финский ледокол «Яакарху»/Jääkarhu (то есть «Белый медведь»), построенный в 1926 году в Роттердаме и в 1945 году переданный Советскому Союзу в качестве репараций. Сам «Красин» после проведённых 1950-х годах в ГДР капитального ремонта и модернизации мало напоминал внешним обликом тот ледокол, что в 1928 году помог итальянским полярным путешественникам.
На борту ледокола снимался 203 эпизод телевизионной передачи «Городок» «Городок по машинам»

## В филателии
- Ледокол «Красин» изображён на почтовой марке СССР 1976 года и на почтовой марке России 2008 года.

## Галерея

Ледокол «Красин» в доке Канонерского судоремонтного завода, 1990-е годы.
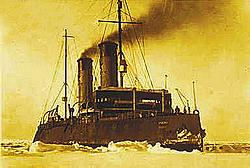
Ледокол «Красин», 1932 год.
Памятник ледоколу «Красин» в мемориале «Покорителям Арктики» в Мурманске.
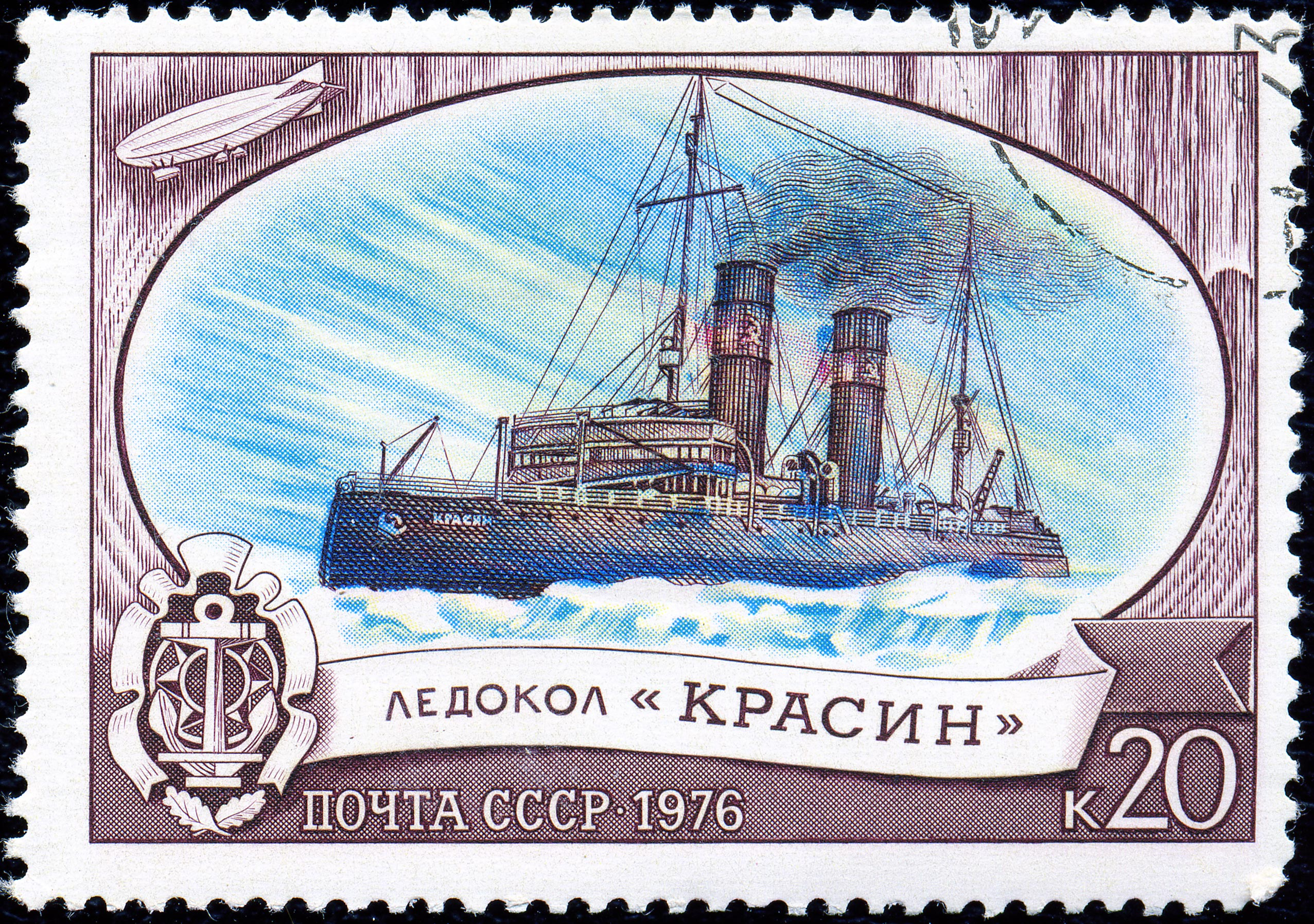
Ледокол «Красин» на почтовой марке СССР, 1976 год.
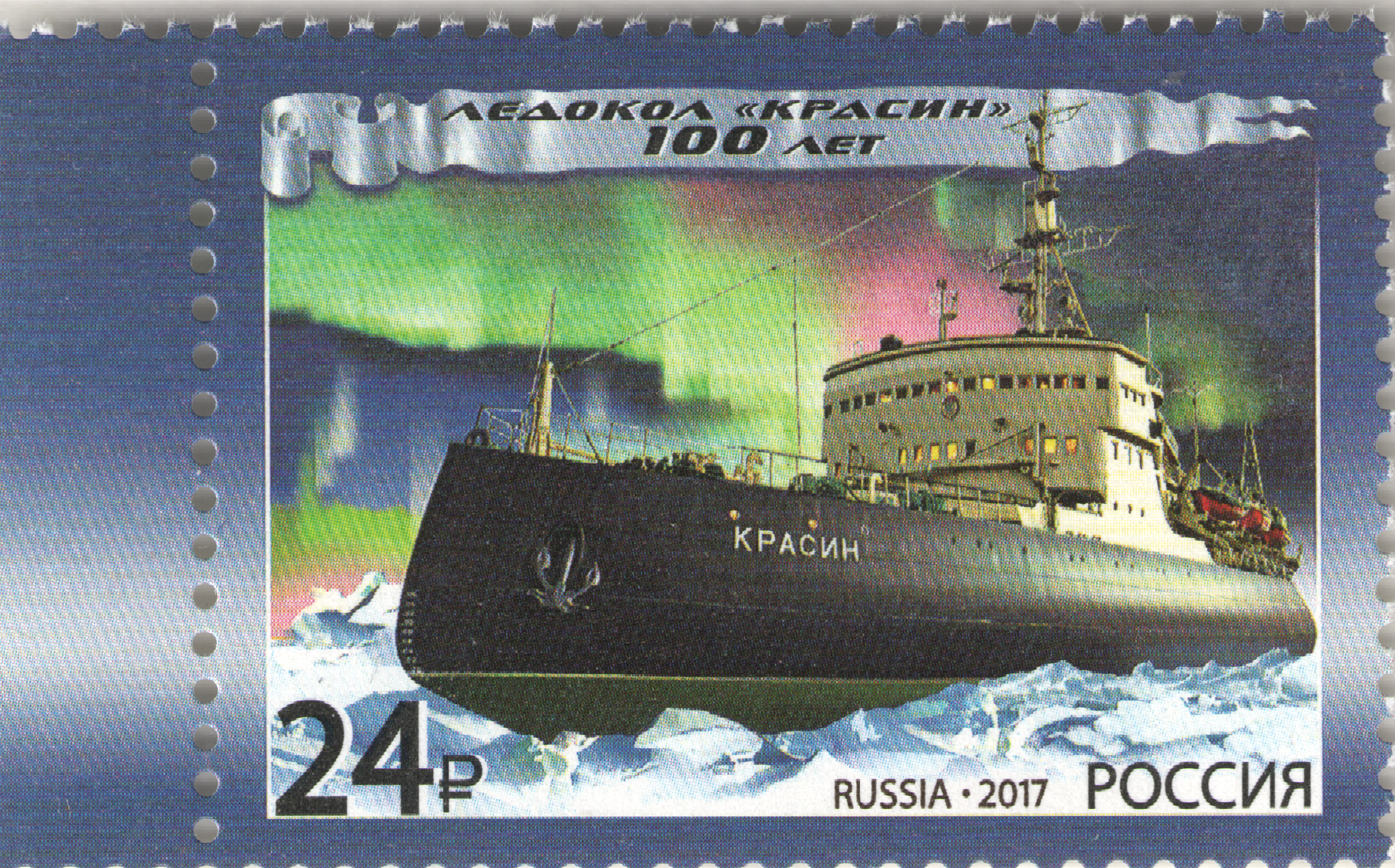
Марка Почты России, посвященная столетию ледокола «Красин», 2017 год.
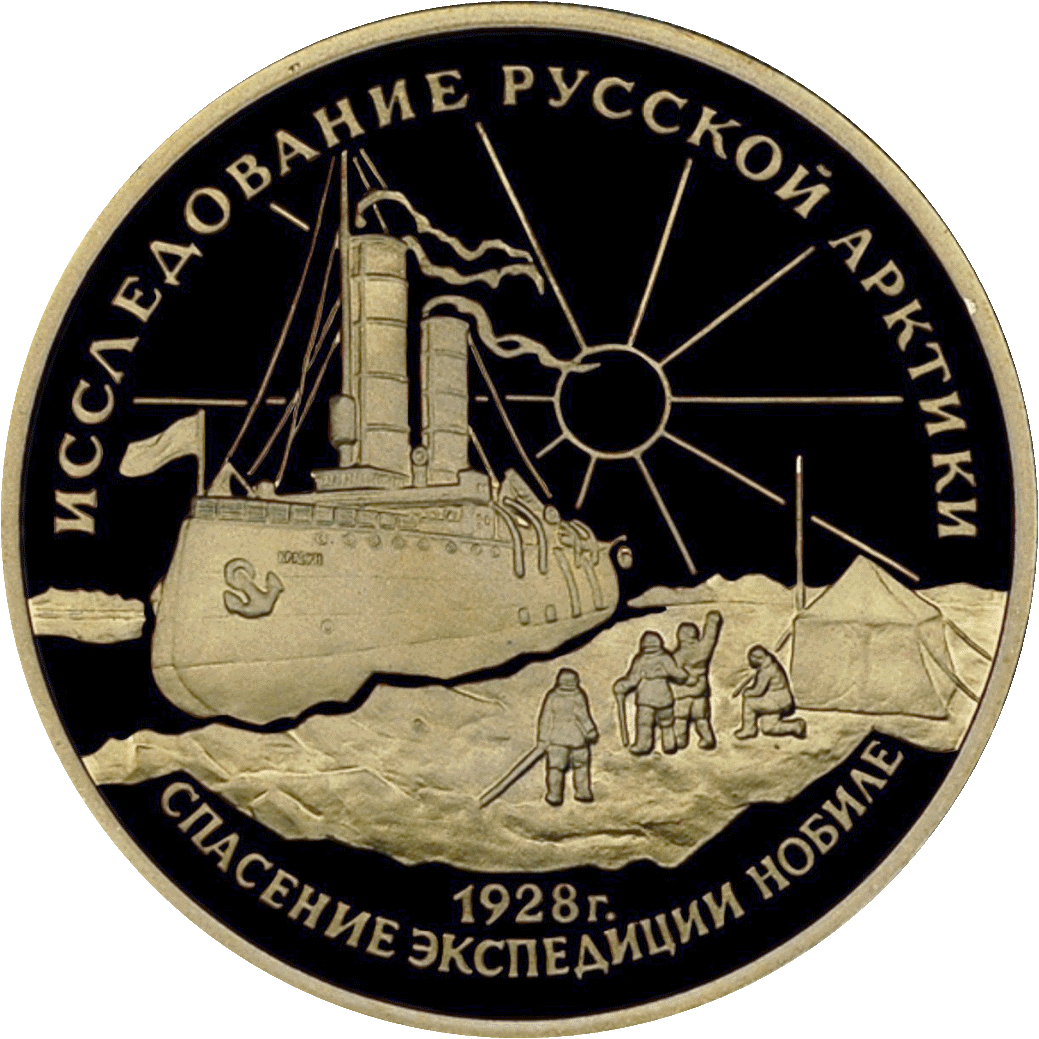
Ледокол «Красин» на Памятной монете России.
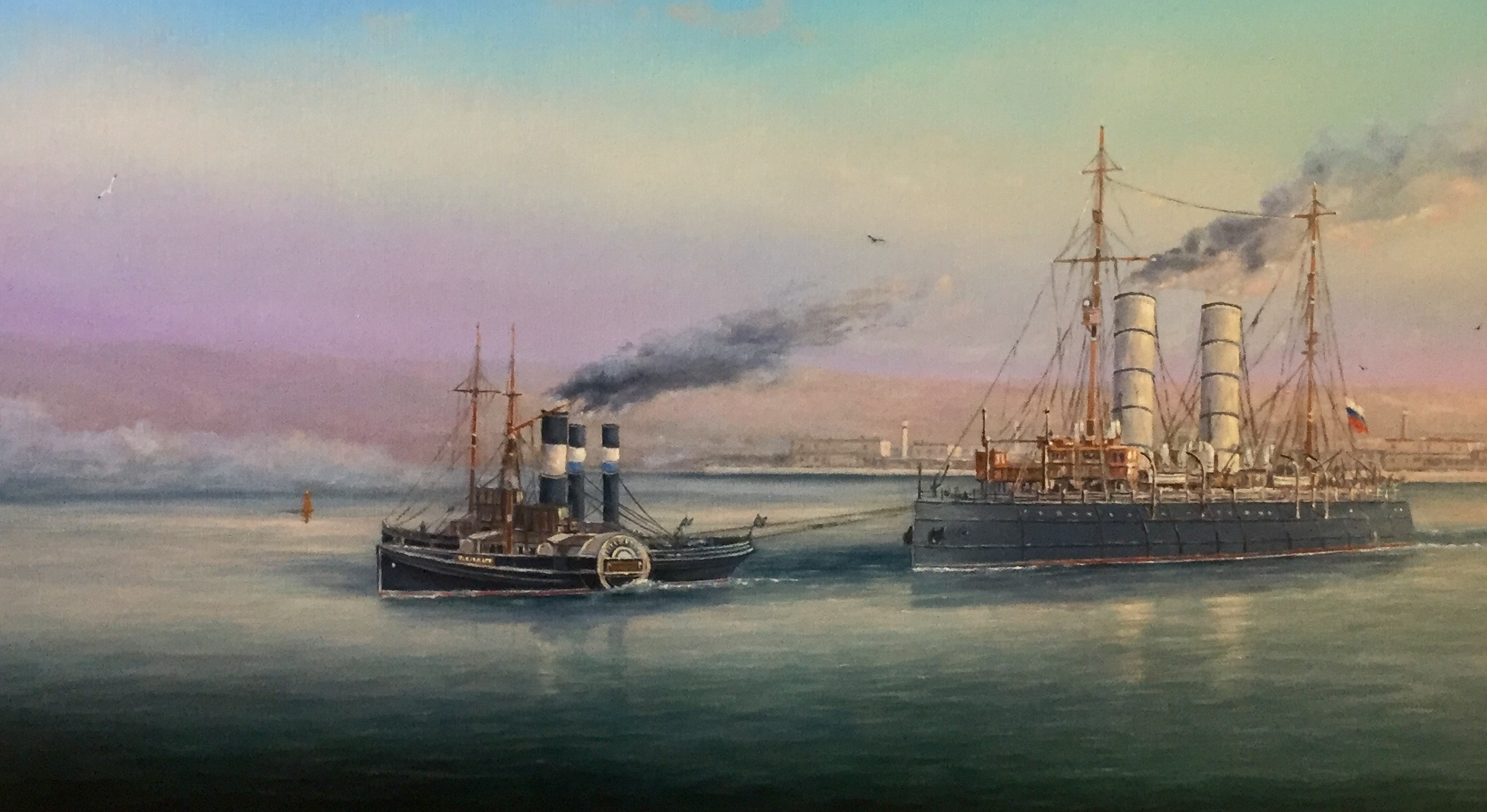
Выход ледокола «Святогор» на ходовые испытания. 1916 г.